# NGC 3820
NGC 3820 је спирална галаксија у сазвежђу Лав која се налази на NGC листи објеката дубоког неба.
Деклинација објекта је + 10° 23' 4" а ректасцензија 11h 42m 4,8s. Привидна величина (магнитуда) објекта NGC 3820 износи 14,5 а фотографска магнитуда 15,3. NGC 3820 је још познат и под ознакама MCG 2-30-14, CGCG 68-31, HCG 58E, PGC 36308.